# Terrassa FC
Terrassa FC – hiszpański klub piłkarski z siedzibą w Terrassie. 

## Historia
Terrassa Futbol Club, S.A.D. został założony 1906 jako Young's Football Club. W 1911 klub zmienił nazwę na Tarrasa FC. W 1925 klub odniosła pierwszy sukces zdobywając Puchar Katalonii. W 1936 Tarrassa powtórzyło to osiągnięcie. W 1942 klub po raz pierwszy uczestniczył w rozgrywkach Segunda División. Mimo zajęcia piątego miejsca klub został zdegradowany do Tercera División. 
W trzeciej lidze klub występował przez kolejne 13 lat, kiedy to w 1954 klub wygrał rozgrywki i awansował do drugiej lidze. W 1957 klub po raz kolejny zmienił nazwę na CD Tarrassa. Na zapleczu ekstraklasy Tarrassa występował przez 7 lat. Do Segunda División Tarrassa powróciła w 1975. W 1979 klub spadł do trzeciej ligi, a trzy lata później do czwartej. W 1990 klub spadł najniżej w swojej historii do Ligi regionalnej (V klasa rozgrywkowa). W latach 90. nastąpiło odrodzenie klubu, który w 2002 po prawie ćwierć wieku przerwy powrócił na zaplecze ekstraklasy. W sezonie 2002/03 Terrassa dotarł do 1/8 Pucharu Króla, gdzie uległa Realowi Madryt. 
W 2005 nastąpił ponowny kryzys klubu, który spadł do Segunda División B, a w 2010 do Tercera División, w której występuje do chwili obecnej.

## Sukcesy
- 15 sezonów w Segunda División: 1942-1943, 1954-1961, 1975-1979, 2002-2005.
- Copa Catalunya (4): 1925, 1936, 2002, 2003.

## Nazwy klubu
- Young's Football Club (1906–1911)
- Tarrasa FC (1911–1957)
- CD Tarrasa (1957–1999)
- Tarrasa CF  (1999-?)
- Tarrasa FC  (?- )

## Reprezentanci kraju grający w klubie
| - Francisco José Carrasco - Juan Castaño Quirós - Thomas Christiansen - Crisant Bosch - José Parra Martínez - Pier Luigi Cherubino | - István Nyers - Marc Bernaus - Jacob Ba - Haruna Babangida - Cayetano Ré |